# Linia kolejowa Paris-Austerlitz – Bordeaux
Linia kolejowa Paryż – Bordeaux – ważna francuska linia kolejowa o długości 584, która łączy Paryż z południowo-zachodnim miastem portowym Bordeaux poprzez Orlean i Tours. Linia została wybudowana w kilku etapach między 1840 i 1853, kiedy to odcinek między Poitiers do Angoulême został ukończony. Otwarcie linii dużych prędkości LGV Atlantique z Paryża do Tours w 1989 roku zmniejszyło znaczenie tego odcinka linii dla ruchu pasażerskiego. Planowane jest wybudowanie dalszego połączenia z Tours do Bordeaux.

## Trasa
Linia kolejowa Paryż – Bordeaux swój początek ma na dworcu Gare d’Austerlitz w Paryżu w kierunku południowo-wschodnim. Dalej biegnie na lewym brzegu Sekwany w górę aż do Juvisy-sur-Orge, gdzie przecina małą rzekę Orge. Poniżej Melun biegnie lewym brzegiem Sekwany, wzdłuż Lasu Fontainebleau. Za Lardy ma korytarz wzdłuż rzeki Juine. Poniżej Étampes przecina równiny Beauce aż do Orleanu. Gare d’Orléans jest stacją czołową, wiele pociągów dalekobieżnych obsługiwanych jest na pobliskim, Gare des Aubrais-Orléans.
W Orleanie linia kolejowa zamienia swój przebieg na południowy zachód, wzdłuż prawego brzegu Loary. Przechodzi przez Blois i Amboise, i przecina Loarę w Montlouis-sur-Loire, na wschodnich przedmieściach Tours. Gare de Tours jest dworcem czołowym, tak więc podobnie jak w Orleanie wiele pociągi dalekobieżnych korzysta z innego dworca Gare de Saint-Pierre-des-Corps. Linia kolejowa skręca tam na południe ponownie, przecinając rzeki Cher i Indre, trasą wzdłuż Vienne. W Châtellerault przecina Vienne i przebiega wzdłuż Clain, przez miast Poitiers.
Na stacji Voulon linia opuszcza dolinę Clain i kieruje się doliną Charente od Saint-Saviol. W Ruffec linia opuszcza Charente, przecinając ją ponownie w Luxe i przechodzi przez miasto Angoulême. Korytarzem rzek Tude i Dronne kieruje się aż do jej ujścia w Coutras, gdzie linia przecina rzekę Isle. Lewym brzegiem Isle biegnie do Libourne, gdzie w dalej biegnie na zachód, wzdłuż lewego brzegu Dordogne. Brzeg Garonny osiąga w Bassens, i przecina rzekę na Cenon, kierując się do stacji końcowej Gare de Bordeaux Saint-Jean po łącznej długości 584 km.